# Договір факультативного перестрахування
До́говір факультати́вного перестрахува́ння — це письмова угода між страховиком та перестраховиком, згідно з якою перестраховик бере на себе зобов’язання у разі настання страхового випадку за оригінальним договором страхування певного ризику, який було укладено перестрахувальником, або ризик за яким було прийнято перестрахувальником в перестрахування, виплатити частку страхової суми, або відшкодувати частину завданого збитку у межах відповідальності перестраховика, визначеної таким договором перестрахування, перестрахувальнику або страхувальнику чи іншій третій особі, визначеній страхувальником, або на користь якої укладено оригінальний договір страхування, якщо про це зазначено в договорі перестрахування, а страховик зобов’язується сплачувати перестрахові платежі у терміни, визначені в конкретному договорі перестрахування, та виконувати інші умови такого договору. 